# Astragalus eurylobus
Astragalus eurylobus es una especie de planta del género Astragalus, de la familia de las leguminosas, orden Fabales.

## Distribución
Astragalus eurylobus es una especie nativa de EE. UU. (Arizona y Nevada).

## Taxonomía
Fue descrita científicamente por (Barneby) R. C. Barneby. Fue publicado en Brittonia 36: 169 (1984).
Sinonimia
- Astragalus tephrodes eurylobus Barneby